# Deutsch-Französischer Jugendliteraturpreis
Der Deutsch-Französische Jugendliteraturpreis ist ein internationaler, von Deutschland und Frankreich gemeinsam vergebener Literaturpreis. Der Preis zeichnet seit 2013 herausragende deutsch- bzw. französischsprachige Werke der Kinder- und Jugendliteratur aus, die noch nicht in die jeweils andere Sprache übersetzt sind, mit dem Ziel, die zeitgenössische Jugendliteratur in beiden Ländern bekannter zu machen und den literarischen Kulturdialog zu fördern. Es wird jeweils ein deutscher und ein französischer Autor ausgezeichnet. Die Preisträger sollen als Brückenbauer und Botschafter ihrer Kulturen wirken. Neben einem Preisgeld von 6000 Euro für jeden der Autoren wird die Übersetzung des ausgezeichneten Werkes mit zusätzlich 2000 Euro gefördert.
Die Initiatorin des Preises war Yvonne Rech, Gründerin der Europäischen Kinder- und Jugendbuchmesse. Die Verleihung des Preises wird gemeinsam von der Europäischen Kinder- und Jugendbuchmesse und der Stiftung für die deutsch-französische kulturelle Zusammenarbeit organisiert.

## Preisträger
2023
- Deutschland: Benjamin Gottwald: Spinne spielt Klavier. Geräusche zum Mitmachen
- „Frankreich“: Marine Schneider (Belgien): Hekla et Laki

2022
- Deutschland: Silke Lambeck (Text) und Barbara Jung (Illus.): Mein Freund Otto, das Blaue Wunder und ich
- Frankreich: Nathalie Stragier: Grand appartement bizarre : plein de chambres à louer!

2021
- Deutschland: Grit Poppe: Verraten
- Frankreich: Delphine Pessin: Deux fleurs en hiver

2020
- Deutschland: Kristina Scharmacher-Schreiber und Stephanie Marian: Wie viel wärmer ist ein Grad?
- Frankreich: Fleur Daugey und Stéphane Kiehl: 30 jours au Groenland

2019
- Deutschland: Hannah Brückner: Mein fantastisches Baumhaus
- Frankreich: Rébecca Dautremer: Les Riches Heures de Jacominus Gainsborough

2018
- Deutschland: Benjamin Tienti: Salon Salami | Einer ist immer besonders
- Frankreich: Oren Ginzburg und Estelle Billon-Spagnol: Le destin (presque) timbré d’Etienne Durillon

2017
- Deutschland: Angela Mohr: Zwei Tage, zwei Nächte und die Wahrheit über Seifenblasen
- Frankreich: Muriel Zürcher: Robin des graffs

2016
- Deutschland: Julia Balogh und Birgit Murke: Geteilte Ansichten. Jugendliche stellen Fragen ...
- Frankreich: Olivier Laporte: Voyage en Caloptérie

2015
- Deutschland: Matze Döbele: Konrads Schatten
- Frankreich: Zaü und Emmanuel Bourdier: Les jours noisette

2014
- Deutschland: Finn-Ole Heinrich und Ran Flygenring: Die erstaunlichen Abenteuer der Maulina Schmitt
- Frankreich: Gaia Guasti: La tête dans les choux

2013
- Deutschland: Tamara Bach: Was vom Sommer übrig ist
- Frankreich: Marjolaine Jarry: Pieds nus dans la nuit